# Kirsty Blackman
Kirsty Blackman (née West ; le 20 mars 1986), est une femme politique du Parti national écossais (SNP) qui est députée d'Aberdeen Nord depuis 2015.
Blackman est réélue en 2017, 2019 et 2024, et occupe actuellement le poste de whip en chef du SNP, après avoir été porte-parole du Cabinet Office, porte-parole du Trésor de 2017 à 2019, cheffe adjointe du SNP à Westminster de 2017 à 2020 et porte-parole du SNP pour le travail et les retraites de mars à décembre 2022.

## Jeunesse
Blackman fait ses études au Robert Gordon's College après avoir remporté une bourse. Elle s'inscrit à l'Université d'Aberdeen pour étudier la médecine, mais abandonne ensuite ses études.
Elle entre en politique pour la première fois lorsqu'elle est élue au conseil municipal d'Aberdeen en tant que conseillère du SNP dans le quartier Hilton/Stockethill, dans la circonscription d'Aberdeen Nord, lors des élections du conseil municipal d'Aberdeen de 2007, en tête du scrutin dans son quartier avec 1 761 votes de première préférence. Son frère, John West, est également élu pour le quartier de Hazlehead/Ashley/Queens Cross lors de la même élection. Elle est réélue lors des élections du conseil municipal d'Aberdeen en 2012 avec 823 premières préférences, prenant le deuxième siège du quartier. Elle devient ensuite la présidente du groupe SNP au conseil municipal d'Aberdeen.

## Carrière parlementaire
Lors des élections générales de 2015, elle devient députée d'Aberdeen Nord. Elle succède à Frank Doran, du Parti travailliste, qui avait annoncé en octobre 2013 qu'il se retirerait aux élections générales suivantes. Elle remporte le siège avec 24 793 voix, soit 13 396 de plus que le candidat du Parti travailliste Richard Baker, et devient porte-parole du SNP.
Elle conserve son siège aux élections générales de 2017. Après les élections, elle devient cheffe adjointe du groupe SNP de Westminster et porte-parole du SNP de Westminster pour l'économie.
Blackman conserve le siège aux élections générales de 2019 avec une majorité de 33,9 %, la plus grande majorité en pourcentage en Écosse. En janvier 2019, elle devient porte-parole du SNP pour la Constitution à Westminster, un rôle stratégique en vue d'un référendum sur l'indépendance.
En juillet 2020, Blackman annonce qu'elle quitte son poste de cheffe adjointe du groupe SNP de Westminster, pour raison de santé et est remplacée par Kirsten Oswald. Le 24 septembre 2020, elle parle davantage de ses souffrances liées à la dépression.
En mars 2022, elle revient au premier plan du SNP au sein du ministère du Travail et des Retraites. 
En décembre 2022, sous la nouvelle direction de Stephen Flynn, elle devient responsable SNP au Cabinet Office, ainsi que whip adjointe. 
En avril 2023, elle se présente à la présidence du Comité de sélection pour la sécurité énergétique et le zéro émission nette, une présidence qui a été attribuée au SNP, contre Stewart Malcolm McDonald et Angus MacNeil. Elle arrive deuxième, lors de l'élection ouverte à tous les députés, par 14 voix.
Lors des élections générales de 2024, elle est réélue avec une majorité très réduite face au parti travailliste.

## Vie privée
Blackman est mariée à Luke Blackman, avec qui elle a deux enfants. En 2023, elle s'est identifiée comme ouvertement queer dans une interview avec le magazine Diva.